# Witte waterranonkel
De  witte waterranonkel (Ranunculus ololeucos) is een waterplant uit de ranonkelfamilie (Ranunculaceae).

## Beschrijving
Afmeting: De plant is 15 tot 60 cm hoog.
Levensduur: Het is een eenjarige tot overblijvende plant.
Bloeimaanden: mei t/m juli.
Stengels: Bovenste deel van de stengels, bladstelen en bloemstelen met verspreide afstaande haren.
Bladeren: Drijvende en meestal enkele ondergedoken bladeren. De drijvende bladeren donkergroen, diep gedeeld in 3 slippen, door wigvormige insnijdingen van elkaar gescheiden.De steunblaadjes zijn over ongeveer de helft van de lengte met de bladsteel vergroeid.
Bloemen: De bloemen zijn ongeveer 2 cm, kroonbladen wit, 0,7 tot 1½ cm, elkaar niet of nauwelijks met de randen bedekkend, kelkbladen min of meer teruggeslagen, naar de top vaak blauwachtig, bloembodem behaard.
Vruchten: De vruchten zijn kaal, met een zijdelingse haakvormige snavel.

## Biotoop
Bodem: Men vindt de plant op zonnige plaatsen, in ondiep, vrij voedselarm, kalkarm, helder water of op 's zomers droogvallende plaatsen. De bodem bestaat meestal uit venig zand.
Groeiplaatsen: Te vinden in vennen, pas gegraven sloten, greppels en poelen.

## Verspreiding
Wereld: West-Europa, van Noord-Portugal tot Noord-Duitsland en Nederland. Niet op de Britse eilanden.
Nederland: : Zeldzaam in Noord-Brabant, zeer zeldzaam in Gelderland en Twente. De plant staat op de rode lijst en is sterk afgenomen.
België: Zeldzaam tot zeer zeldzaam in de Kempen en een paar vindplaatsen elders. De plant komt niet voor in Wallonië.
De plant staat op de rode lijst en is bedreigd.